# Новая Деревня (Калининградская область)
Но́вая Дере́вня (неофиц. также чув. Кĕртлауккĕн, до 1946 года — Альт-Гертлаукен нем. Alt Gertlauken), — посёлок в Полесском районе Калининградской области.

## Название
До 1945 года носила название Alt Gertlauken. Чуваши, составляющие 98 % населения, до недавнего времени называли деревню Кĕртлауккĕн.

## Население
| 1939 | 2002 | 2010 | 2012 | 2013 |
| ---- | ---- | ---- | ---- | ---- |
| 788  | ↘405 | ↗472 | ↗576 | ↗584 |

Национальный состав
После войны большинство жителей деревни составляли чуваши. 